# La Double Rampe
La Double Rampe est une œuvre imaginée par l'architecte Tadashi Kawamata,située dans la ville de Lyon. Elle longe la Saône.